# Kamagondanahalli, Tiptur
Kamagondanahalli là một làng thuộc tehsil Tiptur, huyện Tumkur, bang Karnataka, Ấn Độ.